# کوئنتین دوبین
کوئنتین دوبین (انگلیسی: Quentin Daubin؛ زادهٔ ۳ ژوئیهٔ ۱۹۹۵) بازیکن فوتبال اهل فرانسه است.